# The Teaser
Pour les articles homonymes, voir Teaser.
Pour plus de détails, voir Fiche technique et Distribution.
The Teaser est un film américain réalisé par William A. Seiter, sorti en 1925.

## Synopsis
Ann Barton, une fille issue d'une famille autrefois riche, doit gagner sa vie en étant employée dans un magasin de cigares. Elle y rencontre James McDonald, un vendeur de cigares, dont elle tombe amoureuse. Elle est alors adoptée par Margaret Wyndham, sa tante riche et aristocratique, qui désapprouve James en raison de ses manières grossières. Souhaitant les séparer, la tante Margaret envoie Ann à l'école du soir. En réaction, Ann se comporte en public comme une folle et met sa tante dans l'embarras à la moindre occasion. Pendant ce temps, James apprend à se comporter en gentleman et regagne la tante grâce à ses bonnes manières et à son attitude plus digne.

## Fiche technique
- Titre : The Teaser
- Réalisation : William A. Seiter
- Scénario : Lewis Milestone, Edward T. Lowe Jr. et Jack Wagner d'après la pièce de Martha M. Stanley et Adelaide Matthews
- Photographie : George Barnes
- Société de production : Universal Pictures
- Pays de production : États-Unis
- Format : Noir et blanc - 1,33:1 - Film muet
- Genre : comédie romantique
- Date de sortie : 1925

## Distribution
- Laura La Plante : Ann Barton
- Pat O'Malley : James McDonald
- Wyndham Standing : Jeffry Loring
- Vivien Oakland : Lois Caswell
- Hedda Hopper : Margaret Wyndham
- Walter McGrail : Roderick Caswell
- Janet Gaynor (non crédité)